# زدنیک ریتیژ
زدِنیِک ریتیژ (چکی: Zdeněk Rytíř؛ ۱۱ آوریل ۱۹۴۴ – ۲ اکتبر ۲۰۱۳) آهنگساز، ترانه‌سرا، موسیقی‌دان، خوانندگی اهل کشور جمهوری چک بود. ریتیژ در ۲ اکتبر ۲۰۱۳ در سن ۶۹ سالگی در جمهوری چک بر اثر حمله قلبی درگذشت.